# 超ゼンマイロボ パトラッシュ
『超ゼンマイロボ パトラッシュ』は、2013年12月より2014年3月までTOKYO MX『みんなで!ニコリッチ』内で放映されていた日本のテレビアニメ作品。

## 概要
日本アニメーションが1975年に製作し、フジテレビ『世界名作劇場』枠で放映された『フランダースの犬』のセルフパロディ作品。自然に恵まれた『フランダース国』の環境を破壊しようと企む『キタネイデス帝国』の野望に立ち向かう少年・ネロとそのパートナーで人型に変形できる犬型ロボット・パトラッシュの戦いをゆるく描く。『フランダースの犬』の他にも『世界名作劇場』のキャラクターがパロディ化して登場する。
日本アニメーション製作アニメが新作として独立UHF局で放映されるのは2006年の『ぽかぽか森のラスカル』以来。また、同社制作のロボットアニメは、1994年（平成6年）制作の『ヤマトタケル』以来、19年振りである。
本作はメインとして『フランダースの犬』のキャラを中心に、主人公側として同社製作の名作アニメキャラを配している。なお、悪役は完全な本作オリジナルである。
コーナーアニメとして放送したTOKYO MXの他、CS放送のアニマックスでは2014年12月より単独番組として放映。1回につき3話から5話が連続放送された。

## 登場キャラクター

### フランダース国
ネロ
声 - 木下鈴奈
主人公の少年。父のような科学者になるのが夢。食費を発明の費用に回しているため、魚を釣ったりいちご狩りをしたりして食料を確保している。両親は国を綺麗にする機械を研究している最中の事故で命を落としている。
後述のパトラッシュの他、猿型ペンキ塗りロボット「アメデオ」、犬型探偵ロボット「バロン」、オコジョ型洗濯ロボット「ピッコロ」も作っている。その真の理由は最終回で明かされる。
パトラッシュ
声 - なし
ネロが作った犬型ロボット。火事で亡くなったネロの父が残した設計図をもとに作られた。
ネロがパトラッシュの後ろ首に「ゼンマイキー」を差し込み巻き上げることにより巨大化・分離し、人型ロボット「キングパトラッシュ」へ合体変形する。必殺技は「オーガニック・パンチ」。
ゼンマイキーは、各種の能力を秘めた色彩が異なる数種が存在する。ゼンマイキーの色彩に伴い、キングパトラッシュ本体のメインカラーがそれと同色に変色、能力が変化する。ゼンマイキーは普通のゼンマイと同様に、差し込んだだけでは変形出来ない。最終話ではネロが持っている父の遺影が入ったロケットペンダントの力で、最終形態「パトラッシュナイトエンジェル」に変形し、キタネイデス帝国を地球から撤退させた。
アロア
声 - 戦え!!ぴっちょりーな☆
ネロのガールフレンド。父親のバース・コゼツは地元の名士で、いちご畑などを所有する。
ジェハン
声 - 瀬戸川太一
ネロの祖父。
トム
声 - 菊池こころ
ネロの友達。
ペリーヌ
声 - 菊池こころ
隣町に住むモデル。ネロを誘惑していて、アロアの怒りを買っている。

### キタネイデス帝国
キタネイキング
声 - 瀬戸川太一
帝国のボス。
バッチィ
声 - 森高さとし
帝国の幹部。
ニゴリーン
声 - 南月悠奈
帝国の女幹部。汚い言葉が好きで、逆にきれいな言葉が嫌いである。一度バッチィに恋したことがある。
フケッツ軍団
声 - 森高さとし
帝国の戦闘員。

## スタッフ
実制作は『僕の妹は「大阪おかん」』を手がけたキャラクションが行っている。
- 監督 - 山本雄三
- 脚本 - 春日森春木
- キャラクター・メカデザイン - 喜多浩太郎
- 作画監督 - 甲元隆徳
- 美術監督 - 山田美伸
- 音楽 - こぐま
- ナレーション - 菊池こころ
- プロデューサー - 涌井雄輔、佐藤道明、清水香梨子（GATHERING）
- 製作著作 - 日本アニメーション

## 各話リスト
| 話数   | サブタイトル                 | 放送日         |
| ------ | ---------------------------- | -------------- |
| 第1話  | 超ゼンマイロボ・パトラッシュ | 2013年 12月7日 |
| 第2話  | パトラッシュ誕生の秘密       | 12月14日       |
| 第3話  | 危うし、パトラッシュ!        | 12月21日       |
| 第4話  | 山火事注意!                  | 2014年 1月11日 |
| 第5話  | ごきげんなペンキ塗り         | 1月18日        |
| 第6話  | アロアの白いドレス           | 1月25日        |
| 第7話  | ニゴリーンの恋               | 2月1日         |
| 第8話  | ストップ!温暖化              | 2月8日         |
| 第9話  | 湖を守れ!                    | 2月15日        |
| 第10話 | ニセ者注意                   | 2月22日        |
| 第11話 | 奪われた風車                 | 3月1日         |
| 第12話 | 負けるな!ネロ                | 3月8日         |
| 最終話 | 最後の決戦                   | 3月15日        |

## DVD
2014年9月17日にポニーキャニオンより発売。全1巻。